# Род (социологија)
Род чине друштвени, психолошки и културни аспекти особина мушкарца, жене или другог родног идентитета. У зависности од контекста, ово може чинити и друштвене конструкције засноване на полу (тј. родне улоге) као и родно изражавање. Већина култура користи родну бинарност, у којој је род подељен у две категорије, а људи се сматрају делом једне или друге (девојчице/жене и дечаци/мушкарци), док они који су изван ових група могу се сматрати небинарним особама. Бројна друштва имају специфичне родове осим „мушкараца” и „жена”, као што су хиџре у јужној Азији, који се често називају трећим родом. Већина научника се слаже да је род централна карактеристика друштвене организације.
Друштвене науке имају грану посвећену родним студијама. Друге науке, као што су психологија, социологија, сексологија и неуронаука, такође су заинтересоване за ову тему. Друштвене науке понекад приступају роду као друштвеном конструкту, а студије рода посебно то чине, док истраживања у природним наукама истражују да ли биолошке разлике код жена и мушкараца утичу на развој рода код људи. Биопсихосоцијални приступи роду чине биолошке, психолошке и социјално/културне аспекте.